# 基什孔費萊吉哈佐
基什孔費萊吉哈佐（匈牙利語：Kiskunfélegyháza，匈牙利語發音：[ˈkiʃkunfeːlɛchaːzɒ]）是匈牙利的城鎮，位於該國南部，距離首都布達佩斯130公里，由巴奇-基什孔州負責管轄，面積256.30平方公里，每年降雨量約530毫米，2010年人口30,640。

## 友好城市
- 法國 塞兹河畔巴尼奥勒
- 法國 迪镇

## 外部連結

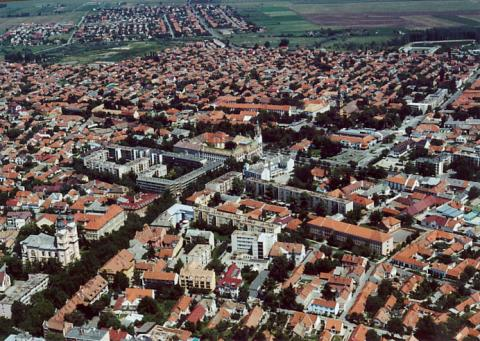

- （匈牙利文） Kiskunfélegyháza website （页面存档备份，存于）